# 23 (песня Сэма Ханта)
«23» — песня американского кантри-певца и автора-исполнителя Сэма Ханта, вышедшая 9 сентября 2021 года на лейбле MCA Nashville в качестве первого сингла будущего студийного альбома. Хант написал песню вместе с Шейном Маканалли, Крисом Лакортом и Джошем Осборном, а продюсером выступил Крис Лакорт. Хант поёт о счастливом периоде своей жизни: «мне никогда не будет 23 с кем-то, кроме тебя».
Песня заняла первое место в кантри-чартах Канады (Canada Country) и США (Country Airplay), а также попала в чарты Австралии и получила платиновую сертификацию Американской ассоциации звукозаписывающих компаний (RIAA) в США.

## История
В создании песни участвовали опытные авторы. Продюсер, автор песен и гитарист Крис Лакорте (работал с такими певцами как Рассел Дикерсон и Дастин Линч) вместе с Шейном Маканалли («Half of My Hometown» певицы Келси Баллерини, «One Night Standards» певицы Эшли Макбрайд) и Джошем Осборном («I Was on a Boat That Day» группы Old Dominion, «Beers and Sunshine» певца Дариуса Ракера) уже пытались написать песню под названием «22» в Чарльстоне, штат Северная Каролина, и Хант вернул эту идею для ностальгического хука: «Мне никогда не будет 22 ни с кем, кроме тебя». Но поскольку у Тейлор Свифт уже есть песня с названием «22», Маканалли предложил изменить число, что также переключило внимание на девушку. А идея о прошлой любви, которая застыла во времени, соответствовала настроению музыки.
В июле 2020 года Хант выложил на Instagram видео с акустическим исполнением трека, которое затем было показано в рамках фестиваля 2020 Highway Finds Fest в том же месяце. Сэм Хант представил песню под названием «23» во время своего выступления на фестивале Red Rocks Unpaused 3 сентября 2020 года. По словам Ханта, она, «надеюсь», появится в «следующем проекте», над которым он сейчас работает. Также Хант исполнил песню на фестивале Highway Finds Fest, который выходил в 2020 году на американской радиовещательной компании SiriusXM. Лорен Джо Блэк из Country Now назвала песню «ностальгической», посвящённой предыдущим отношениям Ханта, в которой он «с нежностью вспоминает все воспоминания, которые он делил с бывшей возлюбленной. И хотя они расстались, он признаётся, что по-прежнему дорожит временем, которое они провели вместе».

## Композиция
Том Роланд из Billboard отметил, что в песне используется «всего два аккорда» в отличие от трёхаккордовой нормы кантри-музыки, чередуя «пару мажорных седьмых аккордов, четырёхнотную конструкцию с одной дополнительной нотой, которая находится всего на полступени ниже корня».
Этот релиз включает в себя такие слова: «У тебя всегда будут длинные светлые волосы, ты всегда будешь королевой Мемфиса / Не важно, куда я иду, что я делаю, мне никогда не будет 23 с кем-то, кроме тебя».

## Изображение на обложке
В качестве фотографии для обложки сингла использован ранний снимок тети и дяди жены Ханта, когда они были молодой парой.

## Музыкальное видео
Музыкальное видео было выпущено 1 октября 2021 года, режиссером выступил Тим Маттиа. По словам Криса Партона из Sounds Like Nashville, в клипе представлены три персонажа: «мать-одиночка, мечтающая о беззаботной свободе, старик, тоскующий по быстрой лошади и просторам, и женщина, которая все еще держится за то 23-летнее лето». В клипе показано, как каждый из них использует гарнитуру (очки) виртуальной реальности, чтобы «пережить свои самые сокровенные воспоминания».

## Чарты
| Чарт (2021—2022)                    | Высшая позиция |
| ----------------------------------- | -------------- |
| Австралия (Country Hot 50, TMN)     | 13             |
| Канада (Billboard Canadian Hot 100) | 57             |
| Канада (Billboard Country)          | 1              |
| США (Billboard Hot 100)             | 50             |
| США (Billboard Country Airplay)     | 1              |
| США (Billboard Hot Country Songs)   | 10             |

| Чарт (2022)                        | Позиция |
| ---------------------------------- | ------- |
| США (Country Airplay, Billboard)   | 7       |
| США (Hot Country Songs, Billboard) | 46      |
| США (Radio Songs, Billboard)       | 57      |

## Сертификации
| Регион                                                                      | Сертификация | Продажи   |
| --------------------------------------------------------------------------- | ------------ | --------- |
| США (RIAA)                                                                  | Платиновый   | 1 000 000 |
| Данные о продажах + прослушиваниях приведены только на основе сертификации. |              |           |